# 小行星9450
小行星9450（英語：9450）是一颗围绕太阳公转的小行星。1998年1月19日，小林隆男在大泉天文台发现了此天体。
这颗小行星的绝对星等为51.03941等。